# Communauté de communes du Pays d’Alby
Die Communauté de communes du Pays d’Alby ist ein ehemaliger französischer Gemeindeverband mit Rechtsform einer Communauté de communes im Département Haute-Savoie, dessen Verwaltungssitz sich in dem Ort Alby-sur-Chéran befand. Er lag im Südwesten des Départements im Albanais, dem Savoyer Alpenvorland zwischen dem Tal der Rhone und dem Massiv der Bauges. Der Gemeindeverband bestand aus den elf Gemeinden des ehemaligen Kantons Alby-sur-Chéran.

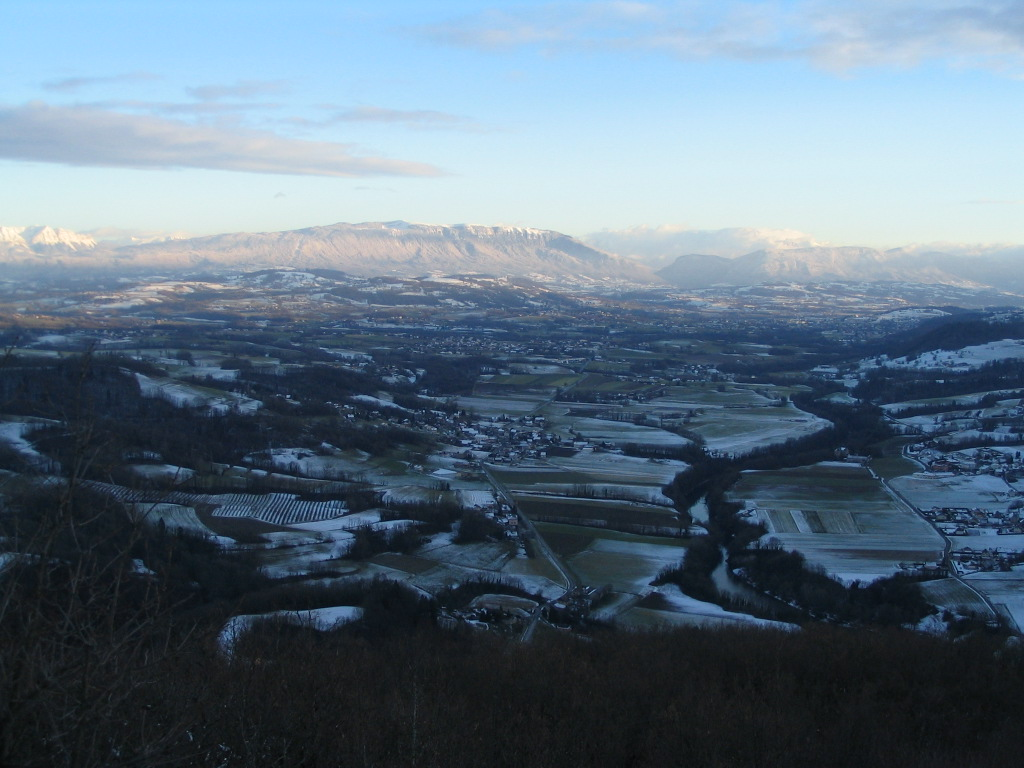
Blick auf das Albanais und das Durchbruchstal des Chéran im rechten Teil der Bergkette im Hintergrund

## Aufgaben
Zu den vorgeschriebenen Kompetenzen gehörten die Entwicklung und Förderung wirtschaftlicher Aktivitäten sowie die Raumplanung auf Basis eines Schéma de Cohérence Territoriale. Der Gemeindeverband bestimmte die Wohnungsbaupolitik. Er betrieb die Wasserversorgung, die Abwasserentsorgung, die Müllentsorgung und den Schulbusverkehr.

## Historische Entwicklung
Die Zusammenarbeit zwischen den Gemeinden des Kantons Alby geht auf die Jahre 1975 und 1980 zurück, als verschiedene Zweckverbände gegründet wurden, die vor allem die wirtschaftlichen Entwicklung und den Ausbau der weiterführenden Schulen im ländlichen Raum voranbringen sollten. Im Jahre 1993 und damit nur kurz nach der Einführung der neuen Rechtsform wurden die Zweckverbände zur Communauté de communes du Pays d’Alby zusammengeführt.
Der Gemeindeverband fusionierte mit Wirkung vom 1. Januar 2017 mit
- Communauté d’agglomération d’Annecy,
- Communauté de communes du Pays de Fillière
- Communauté de communes de la Rive Gauche du Lac d’Annecy und
- Communauté de communes de la Tournette

und bildete so die Nachfolgeorganisation Communauté d’agglomération du Grand Annecy.

## Ehemalige Mitgliedsgemeinden
Folgende 11 Gemeinden gehörten der Communauté de communes du Pays d’Alby an:
| Gemeinde            | Einwohner 1. Januar 2022 | Fläche km² | Dichte Einw./km² | Code INSEE | Postleitzahl |
| ------------------- | ------------------------ | ---------- | ---------------- | ---------- | ------------ |
| Alby-sur-Chéran     | 2.643                    | 6,56       | 403              | 74002      | 74540        |
| Allèves             | 404                      | 8,81       | 46               | 74004      | 74540        |
| Chainaz-les-Frasses | 708                      | 5,57       | 127              | 74054      | 74540        |
| Chapeiry            | 982                      | 5,76       | 170              | 74061      | 74540        |
| Cusy                | 1.855                    | 17,43      | 106              | 74097      | 74540        |
| Gruffy              | 1.497                    | 14,44      | 104              | 74138      | 74540        |
| Héry-sur-Alby       | 973                      | 7,33       | 133              | 74142      | 74540        |
| Mûres               | 882                      | 5,23       | 169              | 74194      | 74540        |
| Saint-Félix         | 2.438                    | 6,60       | 369              | 74233      | 74540        |
| Saint-Sylvestre     | 598                      | 5,34       | 112              | 74254      | 74540        |
| Viuz-la-Chiésaz     | 1.302                    | 13,91      | 94               | 74310      | 74540        |